# Sterrhochaeta curvifera
Sterrhochaeta curvifera är en fjärilsart som beskrevs av Louis Beethoven Prout 1941. Sterrhochaeta curvifera ingår i släktet Sterrhochaeta och familjen mätare. Inga underarter finns listade i Catalogue of Life.